# Jorma Vaihela
Jorma Vaihela, född 30 september 1925 i Brahestad, död 9 februari 2006 i Kungälv, var en finländsk fotbollsspelare.
Han spelade 34 matcher för det finska landslaget mellan 1947 och 1954. Vaihela deltog också i den olympiska sommarspelen år 1952. Han är den tionde bästa målskyttare i finska landslaget genom tiden.
Jorma Vaihelas son Seppo Vaihela är en svensk idrottsledare och tidigare bandyspelare.